# Силва Фильо, Хосе Мария
Хосе Мария Силва Фильо (порт. Jose Maria Silva Filho, 64 года) — бразильский шашист, призёр Панамериканских чемпионатов, международный мастер (MI). Отец пятикратного Панамериканского чемпиона Аллана Игоря Морено Силвы.

## Достижения
Хосе Силва девять раз побеждал на чемпионате Бразилии по международным шашкам (1981, 1983, 1984, 1985, 1986, 1987,1996, 2006, 2008), защищал цвета бразильской сборной, приняв участие в шести Панамериканских чемпионатах — 1985 (4 место), 1987 (3 место), 2005 (3 место), 2007 (2 место), 2009 (16-19 место), 2016 (5 место), трижды становясь призёром (1987, 2005, 2007). Свой лучший результат он показал на этих соревнованиях в 2007 году, заняв 2-е место.
Хосе Силва был участником чемпионата мира по международным шашкам в 1978 году (5 очков в 9 играх, 8 место в подгруппе В), 1982 году (6 очков в 13 играх, 13 место из 14 участников), в 1988 году (18 очков в 19 играх, 14 место из 20 участников) и в 2005 году (8 очков в 9 играх, 6 место в подгруппе В).